# Pylaisia brotheri
Pylaisia brotheri är en bladmossart som beskrevs av Bescherelle 1893. Pylaisia brotheri ingår i släktet aspmossor, och familjen Hypnaceae. Inga underarter finns listade i Catalogue of Life.